# Kurt Schmalz
Kurt Schmalz, född 19 maj 1906 i Frankfurt an der Oder, död 2 november 1964 i Krähenwinkel, var en tysk nazistisk politiker. Under andra världskriget var han från 1941 till 1945 Arthur Greisers ställföreträdare som Gauleiter i Reichsgau Wartheland. Schmalz var därtill befälhavare för Volkssturm i Wartheland. I slutet av 1945 hamnade han i brittisk krigsfångenskap, där han förblev till april 1947.